# Hemiblabera brunneri
Hemiblabera brunneri es una especie de insecto blatodeo de la familia Blaberidae, subfamilia Blaberinae.

## Distribución geográfica
Se pueden encontrar en las Islas Vírgenes de los Estados Unidos, Puerto Rico y San Vicente y las Granadinas.

## Sinónimos
- Blabera brunneri Saussure, 1869.
- Hemiblabera manca Saussure, 1893.